# BMW E87
BMW 1-serien er en bilmodel i den lille mellemklasse. Femdørsversionen, E87, kom på markedet i 2004. Tredørsmodellen, E81, kom i maj 2007, i slutningen af 2007 kom coupémodellen, E82, og programmet blev i april 2008 fuldendt med cabrioletmodellen, E88. Platformen er den samme som til den større 3-serie, E90.
Modellen findes med 4- og 6-cylindrede benzinmotorer og 4-cylindrede dieselmotorer. Alle motorerne er rækkemotorer med 4 ventiler pr. cylinder. Siden september 2007 har alle motorerne haft direkte indsprøjtning, og siden september 2010 har de opfyldt Euro5-euronormen. Dieselmodellerne har siden marts 2007 haft partikelfilter som standardudstyr.
Femdørsmodellen bygges i Regensburg, og de andre modeller bygges i Leipzig. 
Modellen vil til modelåret 2012 blive afløst af en ny 1-serie med modelkoden F20.

## Tekniske specifikationer
| Model         | Cylindre/ ventiler | Slagvolume cm³ | Max. effekt kW (hk) / omdr. | Max. drejningsmoment Nm / omdr.     | Motorkode  | Byggeår                             | Varianter          |
| ------------- | ------------------ | -------------- | --------------------------- | ----------------------------------- | ---------- | ----------------------------------- | ------------------ |
| Benzinmotorer |                    |                |                             |                                     |            |                                     |                    |
| 116i          | 4 / 16             | 1596           | 85 (115) / 6000             | 150 / 4300                          | N45B16     | 2004−2007                           | E87                |
| 116i          | 4 / 16             | 1597           | 90 (122) / 6000             | 160 / 4250                          | N43B16     | 2007−2009                           | E81, E87           |
| 116i          | 4 / 16             | 1995           | 90 (122) / 6000             | 185 / 3000                          | N43B20     | 3/2009−                             | E81, E87           |
| 118i          | 4 / 16             | 1995           | 95 (129) / 5750             | 180 / 3250                          | N46B20     | 2004−2007                           | E87                |
| 118i          | 4 / 16             | 1995           | 105 (143) / 6000            | 190 / 4250                          | N43B20     | 2007− (E88: 3/2008−)                | E81, E87, E88      |
| 120i          | 4 / 16             | 1995           | 110 (150) / 6200            | 200 / 3600                          | N46B20     | 2004−2007                           | E87                |
| 120i          | 4 / 16             | 1995           | 125 (170) / 6700            | 210 / 4250                          | N43B20     | 2007− (E82: 9/2009−, E88: 12/2007−) | E81, E82, E87, E88 |
| 125i          | 6 / 24             | 2996           | 160 (218) / 6100            | 270 / 2500−4250                     | N52B30     | 2008−                               | E82, E88           |
| 130i          | 6 / 24             | 2996           | 195 (265) / 6600            | 315 / 2750                          | N52B30     | 2005−9/2009                         | E81, E87           |
| 130i          | 6 / 24             | 2996           | 190 (258) / 6600            | 310 / 2600−3000                     | N52B30     | 9/2009−                             | E81, E87           |
| 135i          | 6 / 24             | 2979           | 225 (306) / 5800            | 400 / 1300−5000                     | N54B30     | 2007−3/2010                         | E82, E88           |
| 135i          | 6 / 24             | 2979           | 225 (306) / 5800            | 400 / 1200−5000                     | N55B30     | 4/2010−                             | E82, E88           |
| M Coupé       | 6 / 24             | 2979           | 250 (340) / 5900            | 450 / 1500−4500 (overboost: 500 Nm) | N54B30     | 2011−                               | E82                |
| Dieselmotorer |                    |                |                             |                                     |            |                                     |                    |
| 116d          | 4 / 16             | 1995           | 85 (116) / 4000             | 260 / 1750−2500                     | N47D20     | 3/2009−                             | E81, E87           |
| 118d          | 4 / 16             | 1995           | 90 (122) / 4000             | 280 / 2000                          | M47TU2 D20 | 2004−2007                           | E87                |
| 118d          | 4 / 16             | 1995           | 105 (143) / 4000            | 300 / 1750−2500                     | N47D20     | 2007− (E82: 9/2009−, E88: 9/2008−)  | E81, E82, E87, E88 |
| 120d          | 4 / 16             | 1995           | 120 (163) / 4000            | 340 / 2000                          | M47TU2 D20 | 2004−2007                           | E87                |
| 120d          | 4 / 16             | 1995           | 130 (177) / 4000            | 350 / 1750−3000                     | N47D20     | 2007- (E82: 9/2007−, E88: 3/2008−)  | E81, E82, E87, E88 |
| 123d          | 4 / 16             | 1995           | 150 (204) / 4400            | 400 / 2000−2250                     | N47D20     | 2007− (E82: 9/2007−, E88: 9/2008−)  | E81, E82, E87, E88 |